# Wakil Ahmed Muttawakil
Wakil Ahmad Muttawakil (nascido em 1971) é um político do Afeganistão; foi o último ministro das Relações Exteriores no governo Talibã do Emirado Islâmico do Afeganistão.  Antes disso,  atuou como porta-voz e secretário de Mulá Mohammed Omar, líder Talibã. Após a Aliança do Norte - acompanhada por forças estadunidenses e britânicas - derrubar o regime, Muttawakil rendeu-se em Candaar para as tropas do governo.